# Till Death Do Us Part (NCIS)
«Till Death Do Us Part», titulado en español «Hasta que la muerte nos separe», es el nombre del último capítulo de la novena temporada de la serie de televisión estadounidense de la CBS, NCIS. Fue estrenado el 15 de mayo de 2012 siendo el número 210 de toda la serie. Fue escrito por Gary Glasberg y dirigido por Tony Wharmby, y obtuvo un rating de 19.05 millones de espectadores.

## Argumento
Con el reporte como perdido del Director de la agencia, Leon Vance, el equipo fue enviado a dónde su camioneta fue encontrada desocupada. Tras investigarlo, el equipo localiza al director en una cripta familiar, donde él mismo se encuentra, al lado del cuerpo de un marinero muerto junto con el cadáver del hijo del terrorista Dearing. Después de rescatarlo, NCIS recibe un mensaje con una mandíbula de caballo que les lleva a un agente de NCIS retirado que maneja un caso que envió el hijo de Dearing al destructor, que cobró su vida. Sin embargo, Dearing explota la casa del agente y les deja un mensaje grabado en vídeo, advirtiendo al Pentágono y a la Dra. Samantha Ryan, amenazando a su hijo y obligándola a huir cuando éste compra un juez para liberar a su exmarido por un detalle técnico. Mientras tanto, Jimmy está nervioso acerca de seguir o no adelante con la boda, con todo lo que sucede y con nadie más poder asistir, pero Ducky le dice que se vaya a través con él, y que él se unirá a él. Sin embargo, Jimmy pide Breena avanzar con la ceremonia para que pudiera regresar para ayudar con el caso, y por lo que sus amigos podrían estar allí.
Gibbs decide reclutar al exoficial y actual convicto Jonathan Cole (Scott Wolf), basándose en el perfil que la Ryan hizo sobre Dearing, para llevarlo a una trampa. En un principio parece haber funcionado, cuando Dearing arregla con Cole un encuentro en un café, donde oficiales de la Armada jubilados asisten, pero Dearing no se presenta a la reunión y en su lugar deja un teléfono de Cole. A través del mismo, le pide a Cole transmitir un mensaje a Gibbs, explicando que nunca se interesó por el director Vance y está realmente interesado en la justicia.
De nuevo en el edificio, el análisis de la llamada hace que el equipo se de cuenta de que hay una bomba en el coche de Vance, instalada cuando fue secuestrado, lo que significó la evacuación de todo el edificio de la NCIS, ubicado en el Navy Yard. Cole intenta desactivar la bomba, pero muere en el proceso (se supone), cuando la bomba detona, tras recibir una llamada telefónica con el mensaje «For Evan» («Por Evan») indicando que la bomba fue de venganza contra la Marina, debido a la muerte de su hijo, Evan, —revelado en «Up in Smoke»— dañando parte del edificio, con Gibbs y su equipo todavía en el interior. Ziva y Tony, al momento de la explosión, están en un ascensor con los escombros que caen sobre ellos después de evacuar a las personas. Abby y Gibbs están atrapados en su laboratorio, y Tim está saliendo de su escritorio después de conseguir una unidad de copia de seguridad de su ordenador. Por otro lado, Ducky, a orillas del mar en el lugar de la boda de Jimmy, recibe una llamada telefónica sobre el ataque y se le pide a autopsia los cuerpos, pero el choque y la tensión de la llamada le hace tener un infarto y colapsar solo en la playa, dejando el destino de todo el mundo desconocido.

## Producción

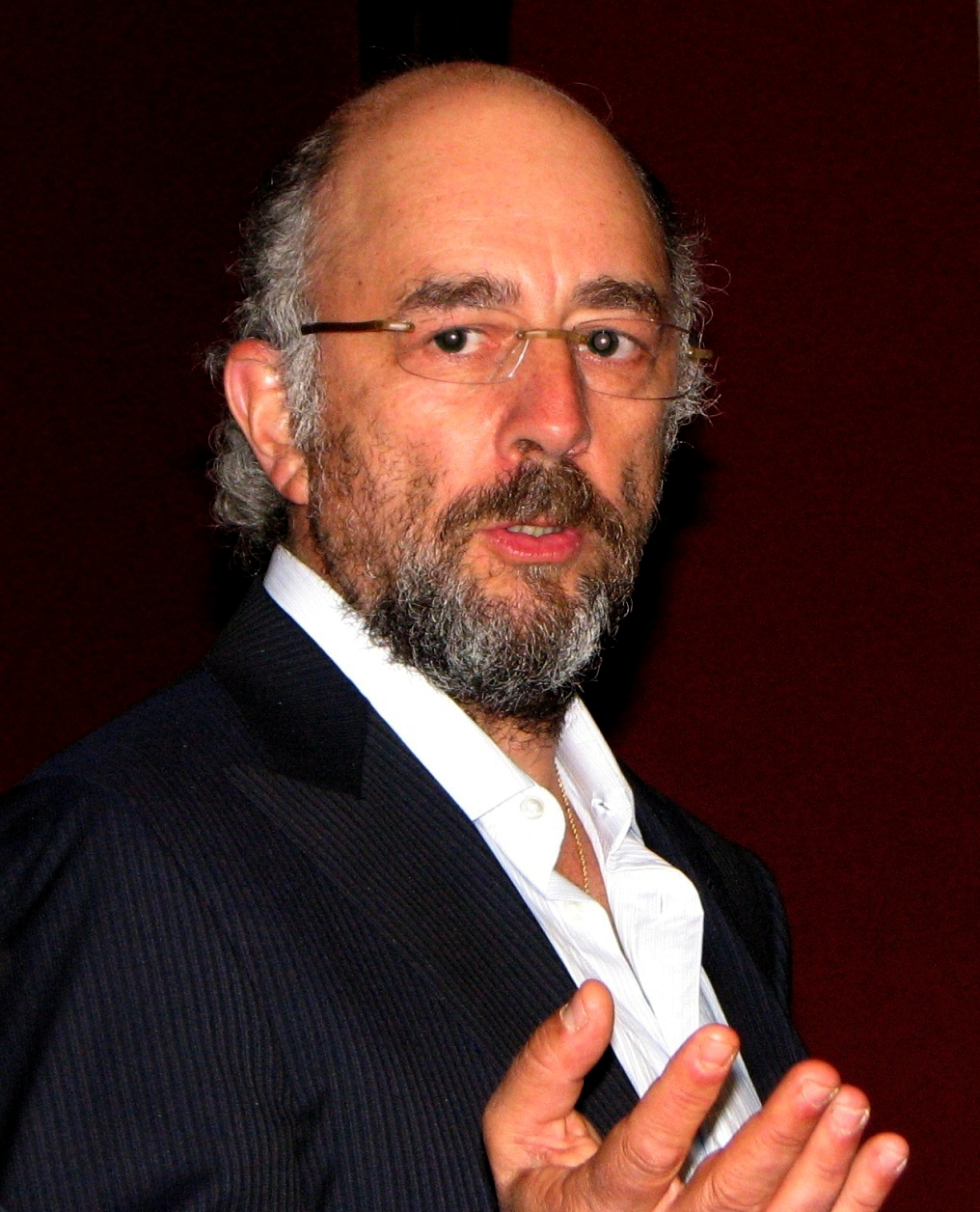
Richard Schiff volvió a interpretar al terrorista Harper Dearing.

«Till Death Do Us Part» fue escrito por Gary Glasberg y dirigido por Tony Wharmby. La novena temporada de la serie tiene un final dramático, dejando muchas historias inconclusas, con resoluciones desconocidas. Según Glasberg, «NCIS históricamente (...) tiene esos capítulos enganchados finales o establece a un villano que es antagonista por algunos episodios, y éste no fue muy diferente en ese aspecto. La única diferencia en el enfoque en esta temporada fue que queríamos ofrecer una verdadera situación tensa». La escena final, donde «Ducky» sufre un ataque cardíaco a orillas del mar fue planeada tiempo atrás. «David [McCallum] y yo estuvimos hablando sobre eso por meses, y él se preparó para dicha actuación (...), lo que a su vez le traerá al personaje una nueva perspectiva de vida, a partir de lo que ha experimentado».
Al igual que Ducky, el resto del equipo puede estar en peligro después de la explosión, mientras que el terrorista Harper Dearing —protagonizado por Richard Schiff— todavía está prófugo. «Sabemos cuán importante es la familia NCIS [para los fans]. Sí, literalmente, sacudimos los cimientos de NCIS. Pero, el Agente especial Leroy Jetho Gibbs será el primero en decir 'Nadie toque a mi familia', Harper Dearing aún está por ahí».
También la Dra. Ryan —Jamie Lee Curtis— llegó a ser afectada por Dearing y huyó a proteger a su hijo, haciendo su aparición próxima en el show desconocida. «Eso fue en gran medida un adiós que ocurrió entre Ryan y Gibbs, y que habrá que ver cómo se desarrollan las cosas, cuando quizás seamos capaces de volver a verla».
En el capítulo, hay varios personajes que son recurrentes además: Brian Dietzen (como Jimmy Palmer), Jamie Lee Curtis (como Dra. Samantha Ryan), Richard Schiff (como Harper Dearing), Michelle Pierce (como Breena Slater), y Scott Wolf (como Jonathan Cole).

## Recepción
El final de la novena temporada fue visto por 19.05 millones de espectadores en la transmisión original del 15 de mayo de 2012, con 12/20 de share entre los hogares, y 3.6/11 de share en el rango de adultos 18–49 años, según Nielsen Ratings. En total de audiencia, «Till Death Do Us Part», ganó fácilmente la franja horaria, así también como la señal ganó la noche. Tras la emisión del último capítulo, se estrenó el episodio final de la tercera temporada del spin-off NCIS: Los Ángeles, que culminó en segundo lugar con un promedio de 15.19 millones de espectadores. A su vez, fue el programa de televisión más visto de la semana en que se emitió. En comparación con el anteúltimo episodio de la temporada, «Up In Smoke», tanto el rating como la cantidad de espectadores fueron superiores.
Steve Marsi, de TV Fanatic, puntuó al episodio con un 4.5 sobre 5, argumentando que «Quizás no ha sido el mejor final de temporada de NCIS, pero su final seguro que dará que hablar por mucho tiempo. Los dos minutos finales, como advertimos, muestran la esencia fundamental del show. A pesar de haber tenido algunos defectos, el arco final de la temporada fue de primer nivel, con excelentes interpretaciones por parte del elenco regular (...) lo que nos dejó traerá mucho para discutir estos meses a la espera de la temporada 10».